# Station Dopiewo
Station Dopiewo is een spoorwegstation in de Poolse plaats Dopiewo.